# Adi Tekelezan (district)
 Adi Tekelezan  est un district de la région d’Anseba de l'Érythrée. La principale ville et capitale de ce district est Adi Tekelezan. 